# Frota da Estrada de Ferro Sorocabana
A Frota da Estradas de Ferro Sorocabana nessa lista abaixo apresenta as locomotivas da Estrada de Ferro Sorocabana.

## Parque de tração da Estrada de Ferro Sorocabana (1940-1971)

### Locomotivas a vapor
| Tipo/Modelo                   | Série | Bitola (m) | Fabricante           | Origem       | Ano de Fabricação | Frota |
| ----------------------------- | ----- | ---------- | -------------------- | ------------ | ----------------- | ----- |
| 0-6-0/4-4-0                   | 0-99  | 1,00       | Saint-Léonard        | Bélgica      | 1877/1898         | 32*   |
| Consolidation (2-8-0)         | 100   | 1,00       | Baldwin              | EUA          | 1885/1905         | 36*   |
| Columbia/Mikado (2-4-2/2-8-2) | 200   | 1,00       | ALCo/Krupp           | EUA/Alemanha | 1918-1925         | 94*   |
| Pacific (4-6-2)               | 300   | 1,00       | Baldwin              | EUA          | 1918/1925         | 36*   |
| Ten Wheel pequena (4-6-0)     | 400   | 1,00       | Lima                 | EUA          | 1906/1912         | 30*   |
| Ten Wheel grande (4-6-0)      | 500   | 1,00       | Baldwin              | EUA          | 1910/1916         | 10*   |
| Mallet pequena (2-6-6-2)      | 600   | 1,00       | Baldwin              | EUA          | 1911/1913         | 16*   |
| Mallet grande (2-6-6-2)       | 700   | 1,00       | Baldwin              | EUA          | 1909-1911         | 6*    |
| Mountain (4-8-2)              | 800   | 1,00       | ALCo/Baldwin         | EUA          | 1926/1929         | 20*   |
| Santa Fé (2-10-2)             | 900   | 1,00       | Henschel & Sohn      | Alemanha     | 1929              | 2*    |
| Ten coupled (4-10-2)          | 1000  | 1,00       | ALCo/Henschel & Sohn | EUA/Alemanha | 1929/1940         | 22*   |

- Dados referentes à 1940, publicados pela Revista Nossa Estrada, publicação oficial da Estrada de Ferro Sorocabana[3]

### Locomotivas elétricas
| Tipo/Modelo | Série | Bitola (m) | Fabricante      | Origem | Ano de Fabricação | Frota |
| ----------- | ----- | ---------- | --------------- | ------ | ----------------- | ----- |
| GE 1-C+C-1  | 2000  | 1,00       | GE/Westinghouse | EUA    | 1943/1949         | 46    |
| GE B-B      | 2100  | 1,00       | GE              | Brasil | 1967              | 30    |

### Locomotivas diesel-elétricas
| Tipo/Modelo   | Série | Bitola (m) | Fabricante     | Origem            | Ano de Fabricação | Frota |
| ------------- | ----- | ---------- | -------------- | ----------------- | ----------------- | ----- |
| GE 47T        | 3000  | 1,00       | GE/Caterpillar | EUA               | 1948              | 10    |
| GE 70T        | 3100  | 1,00       | GE             | EUA               | 1948              | 42    |
| GE U12B       | 3200  | 1,00       | GE             | EUA               | 1957/1958         | 22    |
| Whitcomb 94T  | 3300  | 1,00       | Baldwin        | EUA               | 1949              | 15    |
| Baldwin AS616 | 3400  | 1,00       | Baldwin        | EUA               | 1953/1954         | 15**  |
| GE U18C       | 3500  | 1,00       | GE             | EUA               | 1958              | 5     |
| EMD GL8       | 3600  | 1,00       | GE             | EUA               | 1958              | 38?   |
| LEW DE II S   | 3700  | 1,00       | LEW            | Alemanha Oriental | 1967/1968         | 30    |

- As 15 locomotivas Baldwin AS616 foram adquridas da Estrada de Ferro Central do Brasil (10) e da Rede de Viação Paraná-Santa Catarina (5).

### Automotriz Diesel
| Tipo/Modelo | Máscara | Potência (CV) | Bitola (m) | Fabricante                   | Origem   | Ano de Fabricação | Frota/Formação unitária |
| ----------- | ------- | ------------- | ---------- | ---------------------------- | -------- | ----------------- | ----------------------- |
| Ouro Branco |         | 275           | 1,00 m     | Gebrüder Credé Linke-Hofmann | Alemanha | 1938              | 2 (M+R+M)               |

### Trem unidade elétrico
| Tipo/Modelo          | Máscara | Potência (Kw) | Bitola (m) | Fabricante         | Origem | Ano de Fabricação | Frota/Formação unitária |
| -------------------- | ------- | ------------- | ---------- | ------------------ | ------ | ----------------- | ----------------------- |
| TUE GE-Pulmann       |         | ??            | 1,00       | GE/Pullman Company | EUA    | 1943              | 4 (R-M-R)               |
| TUE Kawasaki/Toshiba |         | 580           | 1,00       | Kawasaki/Toshiba   | Japão  | 1958              | 30 (R+M+R)              |

### Carros de passageiros
| Tipo/Modelo           | Imagem | Bitola (m) | Fabricante               | Origem         | Ano de Fabricação | Frota |
| --------------------- | ------ | ---------- | ------------------------ | -------------- | ----------------- | ----- |
| Série 100             |        | 1,00       | American Car and Foundry | Estados Unidos | ??                | 128   |
| Série 100             |        | 1,00       | Busch                    | Alemanha       | c.1927            | 87    |
| Série 200             |        | 1,00       | Linke-Hofmann-Werke      | Alemanha       | c.1937            | 20    |
| Bandeirante Série 300 |        | 1,00       | EFS-Oficina de Sorocaba  | Brasil         | 1945              | 9     |
| Série 500             |        | 1,00       | Budd                     | EUA            | 1952              | 51    |
| Mafersa 800           |        | 1,00       | Mafersa                  | Brasil         | 1962              | 103*  |

- No fim dos anos 60, 13 carros Mafersa 800 foram repassados à Companhia Mogiana de Estradas de Ferro